# جولي إستيل
جولي إستيل (بالإندونيسية: Julie Estelle)‏ هي عارضة وممثلة إندونيسية، ولدت في 4 يناير 1989 بجاكرتا في إندونيسيا.

## أعمال

### أفلام
- (2014)  بيراندال[5]

## وصلات خارجية
- جولي إستيل على موقع IMDb (الإنجليزية)
- جولي إستيل على موقع قاعدة بيانات الفيلم (الإنجليزية)